# Stanisław Rozdrażewski (jezuita)
Stanisław Rozdrażewski herbu Doliwa (ur. 1540, zm. 27 marca 1619 w Krakowie) – jezuita, pierwszy rektor Kolegium Jezuitów w Pułtusku.
Syn Stanisława Rozdrażewskiego (kasztelana rogozińskiego, zm. 1564) i Zuzanny z Myszkowskich. W dzieciństwie uczył się najpierw w domu rodzinnym, potem we Wrocławiu, a potem przebywał wraz z braćmi – starszym Janem (zm. 1585) i młodszymi Hieronimem (1546–1600), przyszłym biskupem kujawskim oraz Krzysztofem, późniejszym rotmistrzem u króla Stefana Batorego – we Francji, na dworze Henryka Walezego. Miał jeszcze brata Mikołaja, który zmarł w dzieciństwie i siostry Annę i Dorotę, a jego stryjecznym bratem był podkomorzy i kasztelan poznański Jan Rozdrażewski (zm. 1600).
W 1557 przyjechał na studia do Krakowa, a wkrótce potem, na początku 1558, pojechał do Wiednia, gdzie przez rok kształcił się w zakresie nauk humanistycznych u prywatnego nauczyciela. W 1559 podjął naukę retoryki i poetyki w wiedeńskim konwikcie jezuickim. 23 maja 1560 przyjęto go w Wiedniu do nowicjatu jezuickiego. W latach 1561–1564 studiował w Wiedniu filozofię u Filipa Jakuba Widmanstadta; pod koniec 1564 wyjechał do Rzymu i tam uzyskał święcenia kapłańskie w 1565.
W grudniu 1565 uczestniczył w Pułtusku w rozmowach zmierzających do utworzenia w tym mieście kolegium jezuickiego; został wyznaczony na jego pierwszego rektora tej szkoły, która uroczyście otwarta została 18 października 1566. Rządy Rozdrażewskiego na tym stanowisku nie należały do udanych: narastały konflikty personalne, pogłębiały się długi będące skutkiem nieroztropnego gospodarowania funduszami Kolegium, a na to nałożyły się kłopoty wynikające z klęski nieurodzaju w 1571 oraz epidemii dżumy, która ogarnęła kraj w latach 1571–1572. Wskutek tych problemów, które doprowadziły Rozdrażewskiego do depresji psychicznej ustąpił on 17 sierpnia 1572 i wyjechał z Pułtuska do Wilna.
Następne lata życia poświęcił głównie interesom jezuickimi w Inflantach, ściśle też współpracował ze swym bratem Hieronimem, biskupem włocławskim.
Zmarł w Krakowie w domu profesów św. Barbary, a nazajutrz po śmierci, w Wielki Czwartek 28 marca 1619 pochowany został w kościele św. Barbary pod jego wielkim ołtarzem.